# Починок, Марек Романович
Марек Романович Починок (эст. Marek Potsinok; 9 сентября 2004, Таллин, Эстония) — эстонский хоккеист, крайний нападающий сборной Эстонии.

## Карьера
Вместе со своим братом-близнецом Эриком вышли из семьи бывшего хоккеиста сборной Эстонии Романа Починка. Первый успех к ним пришел в раннем возрасте. В 2020 году игроки успешно выступили Зимних юношеских Олимпийских играх в Лозанне. Они вошли в число призеров в дисциплине «Хоккей 3x3». Причем на турнире команды формировались из игроков 13 стран. Марек в составе «Зеленых» завоевал золото, а Эрик вместе с «Коричневыми» выиграл бронзу.
На большом уровне браться три сезона представляли молодежный состав финского клуба «Спорт». Сезон 2024/25 провели второй финской лиге за «КеуПу». Летом 2025 года пополнили состав итальянского «Унтерланда» из Альпийской хоккейной лиги.
В 2023 году дебютировал за сборную Эстонии на крупном турнире на домашнем Чемпионате мира по хоккею с шайбой в Первом дивизионе.

## Достижения
- Чемпион Зимних юношеских Олимпийских игр по хоккею 3x3 (1): 2020.